# Paweł Mykietyn (album)
Paweł Mykietyn (Symphony No.2 / Concerto for Flute and Orchestra) – album muzyki współczesnej z kompozycjami Pawła Mykietyna („II Symfonia”, „Koncert na flet i orkiestrę”) wykonanymi przez NFM Filharmonię Wrocławską pod dyrekcją Benjamina Shwartza, z udziałem flecisty Łukasza Długosza. Płytę wydały 21 kwietnia 2017 Narodowe Forum Muzyki i CD Accord (nr kat. odpowiednio: NFM 39, ACD 236). Album uzyskał nominację do Fryderyka 2018 w kategorii Album Roku – Muzyka Współczesna.

## Wykonawcy
- Benjamin Shwartz – dyrygent
- Łukasz Długosz* – flet
- NFM Filharmonia Wrocławska

## Lista utworów
1. Symphony No. 2 – Bars 1-129 [8:20]
2. Symphony No. 2 – Bars 130-208 [4:24]
3. Symphony No. 2 – Bars 209-239 [2:15]
4. Symphony No. 2 – Bars 240-417 [9:09]
5. Symphony No. 2 – Bars 418-495 [5:30]
6. Flute Concerto* [18:06]